# Muralla de Santander

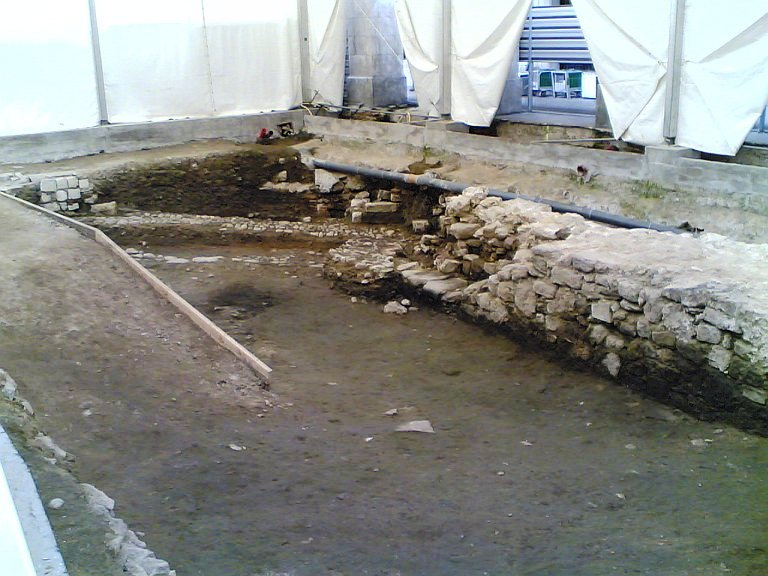
Restos de la muralla bajo la plaza Porticada.

La muralla de Santander fue un recinto amurallado que existió en torno a la ciudad de Santander, capital de la comunidad autónoma española de Cantabria. 
Tras recibir el título de ciudad, en 1755, y posteriormente la capitalidad de la provincia, en 1802, por decisión de Carlos IV, la ciudad de Santander comienza un proceso de expansión urbana más allá del pequeño recinto que delimitaba sus murallas medievales, motivo por el cual, se procedió a su paulatina demolición.

## Construcción
El proceso de amurallamiento de Santander surge, como en muchas otras ciudades, con la necesidad de dotar de protección el entorno del castillo y la antigua abadía en la que hoy se encuentra la Catedral de Santander, así como las principales viviendas de la villa. 
Este amurallamiento se desarrollaba entre los siglos XII y XIII, a lo largo del perímetro este-norte-oeste de la ciudad, quedando a mar abierto el resto. Tenía un perímetro de 1,3 kilómetros. Se desarrollaba desde la calle Cádiz, detrás de la Catedral, pasando por el actual Edificio del Banco de España, quedando abierta una parte para dar salida a la Ría de Becedo. Luego, continuaba hasta el Instituto Santa Clara y el Cine Coliseum. Bajaba por la plaza del Ayuntamiento hasta Rúa Mayor y regresaba a la calle Cádiz.

## Demolición
La demolición de las murallas de Santander se acometió durante los siglos XVIII y XIX, en tres etapas diferenciadas.

### Primera etapa (1766-1802)
Ya en 1766 se había demolido una pequeña parte de la muralla con el fin de llevar a cabo la reforma del puerto antiguo. En 1782, el estado de ruina en que se encontraba el tramo de muralla entre el Cay y la Puerta de Santa Clara, hacían necesario su demolición.
En 1785 se acometió la demolición de la muralla de Traslavaca para construir un camino que permitiera la movilidad de carros y caballerías. En esta época, comenzó el desmantelamiento de la muralla en la zona del cerro de Somorrostro con la intención de liberar el paso al muelle de las Naos. La piedra fue aprovechada para la construcción del caño de Atarazanas.
El resultado de esta primera fase de demolición, fue un camino abierto hacia el este, lo cual permitió la expansión de la ciudad en esta dirección.

### Segunda etapa (1802-1838)
En 1802 comenzó el derribo en la zona de Ruamayor, aunque no finalizaría hasta acabada la Guerra de la Independencia, cuando en el año 1821 se demolieron los Arcos de Santa Bárbara, también conocido como Arcos de la Reina, en Atarazanas. En 1835 se culminaría la demolición de esta zona, con el derribo del Arco del Rey. La zona liberada es la actual calle de San Francisco.
La muralla que se extendía desde la calle San Francisco hacia el norte, fue derribada en 1838, quedando, de esta forma, la ciudad abierta hacia el oeste.

### Tercera fase (1838-1843)
El último tramo de muralla que faltaba en Santander, se desarrollaba al norte de la ciudad.
Éste fue demolido entre los años 1838 y 1843, con el pretexto de dar salida desde la Ría de Becedo hacia el norte de la ciudad. En su lugar, quedó la calle de Padilla.
El último vestigio que quedaba de la muralla fue derribado con la construcción del Cine Coliseum en 1929, lugar en el que actualmente se encuentra un hotel con el mismo nombre.

## Centro de interpretación de la Muralla de Santander
En 2006, durante las reformas realizadas en la plaza porticada para la construcción de un metro en Santander se descubrieron restos de la muralla. En agosto de 2014 se abrió al público el centro de interpretación de la muralla.